# Hosszúcsőrű hangyászsün
A Zaglossus, avagy a hosszúcsőrű hangyászsünök, a kloákások (Monotremata) rendjébe tartozó hangyászsünfélék (Tachyglossidae) családjának egyik neme. A nembe három élő és két kihalt fajt sorolható.

## Fajok
- Attenborough-hangyászsün (Zaglossus attenboroughi)
- Keleti hosszúcsőrű hangyászsün (Zaglossus bartoni)
- Nyugati hosszúcsőrű hangyászsün (Zaglossus bruijni)
- †Zaglossus hacketti – kihalt a pleisztocénban
- †Zaglossus robustus – kihalt a pleisztocénban